# 中石真一路
中石 真一路（なかいし しんいちろう、1973年2月28日 - ）は日本の実業家発明家であり、ユニバーサル・サウンドデザイン株式会社の創業者であり2023年まで代表取締役を務めた。

## 来歴
1973年（昭和48年）、東京都小平市で生まれる２歳の頃に父方の実家である熊本県八代市へその後中学生で熊本県宇城市に。
聴覚研究者で音響エンジニア、プロダクトデザイナーであり卓上型対話支援システム「comuoon®」の発明者。　現在は聴脳科学総合研究所　所長も務める。
南カリフォルニア大学（USC）レオナード デイビススクール オブ ジェロントロジージェロントロジー学科修了。
2003年ドコモAOLのAOLサービス AOLi事業開発チーム マネージャー時代にiアプリ版のAOLメールプラスをプロデュースした。
その後アイフリークおよび美術出版社モバイル事業部の事業部長、エクシングのうたスキサービス部の課長、EMIミュージック・ジャパン新規事業部　マネージャー（ユニバーサルミュージック）を歴任している。
EMIミュージック・ジャパン在籍中の2011年にNPO法人日本ユニバーサル・サウンドデザイン協会を設立し、世界で初めて音や聞こえのユニバーサルデザイン「ユニバーサルサウンドデザイン」という概念を提唱し、これまで不可能と言われていた「スピーカーシステムによる聴覚障害者支援」という新しい分野を確立した。
その後難聴者にも聞こえやすいスピーカー開発に専念するため、難聴である実の父とともに２０１２年にユニバーサル・サウンドデザイン株式会社を設立した。
現在もNPO法人の理事長として、聞こえにくい子供たちの教育環境改善のために2011年より「きこえのあしながさんプロジェクト」を立ち上げGLAYのサポートドラマーである永井利光、作詞家の及川眠子、照屋林賢、GTレーサーの横溝直輝とともに全国のろう学校や難聴学級へ自らが発明した対話支援機器「comuoon」の寄贈活動を行っている。佐賀県聴覚障がい者サポートセンターの委員を務める。発明したcomuoonが国際ユニヴァーサルデザイン協議会【IAUD】を受賞していることもあり瑶子女王ともプライベートでの交流がある。
2013年6月に制定された障害者差別解消法であるが、認知度が低いことを課題としてもっとわかりやすい言葉として、聞こえにくいことへの理解や難聴に関しての無関心によるや配慮不足によるハラスメントを『ヒアリングハラスメント』と名付け、医療や介護、行政、企業における大声での対応や、難聴への無関心などについての対策として『ヒアリングハラスメントゼロ推進協議会』＝ヒアハラゼロ推進協議会を NPO法人日本ユニバーサル・サウンドデザイン協会内に発足した。
2020年よりYouTubeチャンネル「もじゃもじゃ先生の耳研究所」を開設し「耳＝医療＆福祉的な側面でした捉えられていないことは多いが、エンターテインメントでありYouTubeチャンネルを通じもっと身近なものに変えていきたいと語っている　所属事務所は株式会社GROWであり石倉三郎が所属する事務所で文化人枠で講演活動を行っている。
2018年より老年期の聴覚機能の衰えによる難聴によるフレイル＝ヒアリングフレイルを提唱している。

## 主な研究実績
自ら広島大学宇宙再生医療センターの研究員として、脳と聴覚に関する研究を行っており、研究成果として卓上型対話支援システム「comuoon®」の脳科学的視点から語音弁別の有用性を発表している。
本研究は、全頭の神経活動を評価できる脳磁計を使用し、comuoon®と一般的なスピーカーにおいて聴き取りにどの程度改善が得られるのかを調査したもので検証の結果、comuoon®は一般的なスピーカーと比較した際に、大脳皮質レベルで難聴者の語音弁別の有用性を確認した。本研究成果については、米国神経学関連誌「Neuroreport」に2017年8月16日に掲載された。
平成３０年度　老人保健健康増進等事業として、認知症検査における難聴高齢者に対する音響整備と聴覚スクリーニング検査に関する調査研究事業として
「聴覚理解低下が認知機能検査に及ぼす影響に関する実態調査」を福岡大学　医学部神経内科学 教授 福岡市認知症疾患医療センター長 坪井 義夫副病院長　と行い認知症検査における聴覚機能の低下による過小評価を発見した。

## 主な受賞歴
- 2014年 グッドデザイン賞 ベスト100受賞 ものづくりデザイン賞（中小企業庁長官賞）

- 2016年 グッドデザイン賞 ベスト100受賞

- 2017年 グッドデザイン賞受賞

- 2014フクオカ・グローバルベンチャー・アワーズ グランプリ

- 新日本有限責任監査法人 2014 アントレプレナー・オブ・ザ・イヤー

- 2017年 モーニングピッチ スペシャルエディション 最優秀賞

## 主な関係作品
- 石倉三郎　主演　犬童一利監督　「気づかなくてごめんね」公式サイト
- 犬童一利監督　「ヒアハラ加害者にならないために！高齢の難聴者とのコミュニケーション対策とは『介護施設編』」公式動画